# 山那
山那（やまな）は、愛知県丹羽郡扶桑町の大字。

## 地理
扶桑町では、山那・小淵・南山名を山名地域と分類している。扶桑町の北西部に位置し、犬山市と江南市に隣接している。面積は約334haで、そのうち市街化区域が約14.1%を占めている。

### 河川
- 一級河川
  - 木曽川

### 小字
山那に属している小字は以下の通りである
| - 青木（あおき） - 大牧（おおまき） - 大持（おおもち） - 小牧（こまき） - 三宝割（さんぽうわり） - 寺子（てらこ） - 渡渕（とぶち） - 番所下（ばんしょした） - 宮東（みやひがし） - 屋敷地（やしきじ） |

### 地価
住宅地の地価は、2023年（令和5年）7月1日の公示地価によれば以下の通り。
| 地番        | 価格（円/m2） | 交通施設・距離 |
| ----------- | ------------- | -------------- |
| 屋敷地692-1 | 36,600        | 扶桑駅、1,900m |

## 歴史

### 地名の由来
木曽川の河畔にあるのが山那地区。「川」のそばなのに「山」の字が付く。町史は「山名（山那）の名称の起源については明らかでないが、古くから『やな』と呼んだよう（だ）」と記している。呼び方がまずあり、字は後の当て字ということだ。ではその呼び方はどこから来たのか。町史によると、「尾張地名考」は木曽川でアユなどの魚を捕る「簗場（やなば）」があったことが由来との説を採る。他にも説があり、木曽川に堤防がなかった時代に川が四方に広がって流れて八原野（八野）をつくったことから、その八野からの地名というとらえ方も。いずれにしても木曽川とは切っても切れない関係にあるらしい。

### 明治
- 1872年（明治8年）3月1日 - 岩手村と北山名村が合併し、山那村となる。
- 1889年（明治22年）10月1日 - 町村制施行。山那村と南山名村が合併し、丹羽郡山名村大字山那となる。
- 1906年（明治39年）10月1日 - 豊国村、高雄村の一部、柏森村の一部と合併し、扶桑村大字山那となる。
- 1952年（昭和27年）8月1日 - 町制施行に伴い、扶桑町大字山那となる。

### 自治体の変遷
| 郡       | 明治初年頃 | 明治11年 | 明治22年 | 明治28年                    | 明治39年                                | 昭和27年                                | 昭和29年                                | 昭和37年 - 現在 |
| -------- | ---------- | -------- | -------- | --------------------------- | --------------------------------------- | --------------------------------------- | --------------------------------------- | --------------- |
| 丹 羽 郡 |            |          |          |                             |                                         |                                         |                                         |                 |
| 北山名村 | 山那村     | 山名村   | 山名村   | 明治39年10月1日 合併 扶桑村 | 昭和27年8月1日 町制施行 扶桑町 大字山那 | 昭和27年8月1日 町制施行 扶桑町 大字山那 | 昭和27年8月1日 町制施行 扶桑町 大字山那 |                 |
| 岩手村   | 山那村     | 山名村   | 山名村   | 明治39年10月1日 合併 扶桑村 | 昭和27年8月1日 町制施行 扶桑町 大字山那 | 昭和27年8月1日 町制施行 扶桑町 大字山那 | 昭和27年8月1日 町制施行 扶桑町 大字山那 |                 |

## 世帯数と人口
2022年（令和4年）12月1日現在の世帯数と人口は以下の通りである。
| 地区 | 世帯数 | 人口  |
| ---- | ------ | ----- |
| 山那 | 401    | 1,093 |
| 計   | 401    | 1,093 |

老年人口比率は31.3%であり、町内で最も老年人口比率が高く、人口の微増を続けている扶桑町内で唯一人口が減少している地域である。

### 人口の変遷
国勢調査による人口の推移。
| 年                 | 人口 |
| ------------------ | ---- |
| 1995年（平成7年）  | 793  |
| 2000年（平成12年） | 798  |
| 2005年（平成17年） | 758  |
| 2010年（平成22年） | 749  |
| 2015年（平成27年） | 769  |
| 2020年（令和2年）  | 695  |

- 平均年齢 - 54.0歳（2020年）[16]

### 世帯数の変遷
国勢調査による世帯数の推移。
| 年                 | 世帯数 |
| ------------------ | ------ |
| 1995年（平成7年）  | 186    |
| 2000年（平成12年） | 195    |
| 2005年（平成17年） | 202    |
| 2010年（平成22年） | 207    |
| 2015年（平成27年） | 207    |
| 2020年（令和2年）  | 202    |

## 小・中学校の学区
町立小・中学校に通う場合、学区は以下の通りとなる。
| 地区名 | 小学校             | 中学校               |
| ------ | ------------------ | -------------------- |
| 全域   | 扶桑町立山名小学校 | 扶桑町立扶桑北中学校 |

## 施設

### 公共施設
- 扶桑町北部グラウンド

## 寺社
- 山那神社

- 龍泉寺
- 東漸寺

## 文化

### 名産品
扶桑町の名産品である守口大根と儀典用端折長柄傘は、いずれも山那地区を中心とする文化である。
- 守口大根
- 儀典用端折長柄傘

### 文化財
町指定文化財
- 儀典用端折長柄傘

## 交通

### 道路
一般県道
- 愛知県道183号浅井犬山線

## その他

### 日本郵便
- 郵便番号 : 480-0102[3]（集配局：扶桑郵便局[18]）。